# Trimer
Un trimer (tri-, „trei” + -mer, părți) este un tip de oligomer care este alcătuit la nivel structural din trei monomeri legați unul de celălalt prin polimerizare.

## Exemple

### Trimerizarea alchinelor
În 1866, Marcellin Berthelot a raportat prima reacție de ciclo-trimerizare, aceasta fiind reacția de conversie a acetilenei la benzen. Ecuația reacției este:

### Trimerizarea nitrililor
O altă metodă de trimerizare este reacția de obținere a 1,3,5-triazinelor simetrice din nitrilii corespunzători, precum clorura de cianogen sau cianimida. Clorura și bromura de cianogen trimerizează la temperaturi elevate, dacă se folosește catalizator de carbon: